# Olophontosia macropsila
Olophontosia macropsila är en fjärilsart som beskrevs av Sergius G. Kiriakoff 1970. Olophontosia macropsila ingår i släktet Olophontosia och familjen tandspinnare. Inga underarter finns listade i Catalogue of Life.